# Rajeshwari Chatterjee

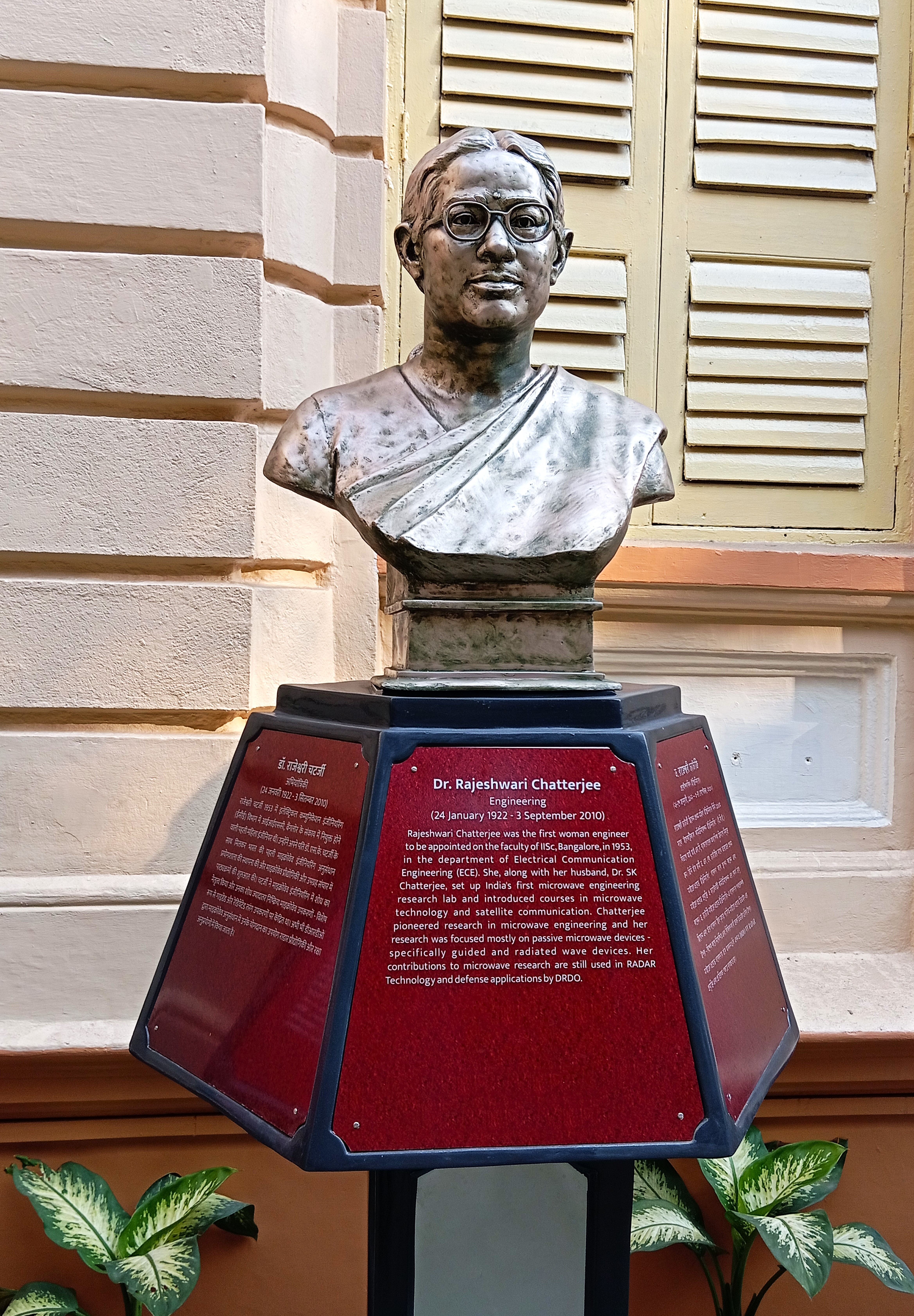
Statue von Rajeshwari Chatterjee, Birla Industrial & Technological Museum, Kalkutta, Westbengalen, Indien

Rajeshwari Chatterjee (* 24. Januar 1922 in Karnataka, Indien; † 3. September 2010 in Indien) war eine indische Ingenieurin und Hochschullehrerin. Sie war die erste Ingenieurin aus Karnataka und war Professorin am Indian Institute of Science und später Vorsitzende der Abteilung für elektrische Kommunikationstechnik. Sie erhielt vom Ministerium posthum die Anerkennung für ihren Beitrag auf dem Gebiet der Mikrowellen- und Antennentechnik in Indien.

## Leben und Werk
Chatterjee war die Tochter des Anwalts B.M. Shivaramaiah. Sie erhielt ihre Grundschulausbildung in einer von ihrer Großmutter mütterlicherseits, Kamalamma Dasappa, gegründeten Bildungseinrichtung für Frauen, Mahila Seva Samajaj, in Bangalore, die auch von Mahatma Gandhi 1927 besucht wurde.
In den späten 1930er-Jahren waren Mädchen, die studierten, noch eine Seltenheit. Die einzigen Frauen aus den oberen Kasten, die damals ihren Lebensunterhalt verdienten, waren Witwen und Mittellose. Nach dem Abschluss ihrer Schulausbildung studierte Chatterjee am Central College, Bangalore, wo sie 1942 einen Bachelor of Science mit Auszeichnung und 1943 einen Master of Science in Mathematik erwarb.
Sie erhielt ein Stipendium für ein Auslandsstudium unter der Bedingung, dem Land nach Abschluss der Ausbildung drei Jahre lang zu dienen. Nur einen Monat bevor Indien seine Unabhängigkeit erlangte, reiste sie 1947 auf einem umgebauten Truppenschiff, der SS Marine Adder, nach San Francisco über Colombo, Singapur, Hongkong und Shanghai, um in den USA zu studieren.
Hier wurde sie an der University of Michigan aufgenommen und erwarb 1948 ihren Master-Abschluss am Department of Electrical Engineering. Gemäß den Richtlinien des Vertrags, den sie mit der indischen Regierung unterzeichnet hatte, absolvierte sie eine achtmonatige praktische Ausbildung in der Abteilung für Hochfrequenzmessungen am National Bureau of Standards in Washington, D.C. Anschließend kehrte sie an die University of Michigan zurück und nahm ihr wissenschaftliches Studium wieder auf. Anfang 1953 promovierte sie dort bei William G. Dow.
Nach dem Erhalt des Abschlusses reiste sie in ihr Heimatland zurück und trat 1953 als Fakultätsmitglied in die Abteilung für elektrische Kommunikationstechnik am Indian Institute of Science (IISc) ein. Im selben Jahr heiratete sie Sisir Kumar Chatterjee, der auch einer der Fakultätsmitglieder des Instituts war. Mit ihm bekam sie eine Tochter, Indira Chatterjee, die Professorin für Elektrotechnik und Biomedizintechnik an der University of Nevada, Reno wurde. Nach ihrer Hochzeit begann sie mit ihrem Ehemann mit der Forschung auf dem Gebiet der Mikrowellentechnik und baute das erste Labor für Mikrowellentechnik auf, in dem sie Mikrowellenschaltungen und -systeme untersuchten und entwarfen. Im gleichen Zeitraum wurde sie Professorin am IISc und schließlich Vorsitzende der Abteilung für elektrische Kommunikationstechnik. Zu ihren Lehrgebieten gehörten elektromagnetische Theorie, Elektronenröhrenschaltungen und Mikrowellentechnologie. Chatterjee war bis zu ihrer Pensionierung 1981 Vorsitzende der Abteilung für elektrische Kommunikationstechnik.
Chatterjee war Mitglied der Prüfungsausschüsse verschiedener Universitäten und akademischer Einrichtungen des Landes, wurde jedoch nicht von den Universitäten in Karnataka eingeladen. Bemerkenswert ist, dass weder ihr Name noch der ihres Mannes in der Geschichte des Indian Institute of Science erwähnt wurde.
Chatterjee veröffentlichte über 100 Forschungsarbeiten und sieben Bücher und betreute 20 Doktoranden. 1982 ging sie als Professorin in den Ruhestand.
Nach ihrem Ausscheiden aus dem Indian Institute of Science arbeitete Chatterjee mit der Indian Association for Women’s Studies zusammen und konzentrierte ihre Bemühungen auf die Stärkung von Frauen und die Förderung der Unterprivilegierten durch Sozialprogramme.
Wenige Tage nach ihrer letzten Alleinreise zu ihrer Tochter brach sie 2010 in ihrem Haus in Malleswaram zusammen und wurde in ein Krankenhaus gebracht, wo sie im Alter von 88 Jahren starb.

## Auszeichnungen
- Mountbatten Prize des British Institute of Radio Engineers, heute Institute of Electronic and Radio Engineers
- J.C. Bose Memorial Prize
- Ramlal Wadhwa Award
- Meghnad Saha Award

## Veröffentlichungen (Auswahl)
- Antenna Theory and Practice. John Wiley & Sons, 1988, ISBN 978-0-470-20957-8.
- Dielectric and dielectric-loaded antennas. Wiley, 1985, ISBN 978-0-86380-034-4.